# Au Cap
Au Cap (veraltet: Anse Louis) ist ein Verwaltungs-Distrikt der Seychellen auf der Insel Mahé.

## Geographie

Distrikte der Seychellen

Der Distrikt liegt an der Ostküste von Mahé. Er wird begrenzt von den Distrikten Cascade und Anse Boileau im Westen, sowie von Anse aux Pins im Norden und Anse Royale im Süden.
Der namengebende Ort liegt ganz im Süden, wo auch die Küste zum Pointe au Sel (Salz-Cap) ausgezogen ist. Im Inselzentrum, auf den Bergrücken, liegt das Gefängnis der Seychellen. Im südlichen Teil des Distrikts erhebt sich auch der Castle Peak (⊙) auf ca. 460 m Höhe. Im Distrikt verläuft auch der Fluss Du Cap River.
Der Distrikt hat den ISO 3166-2-Code SC-04.